# أمميون

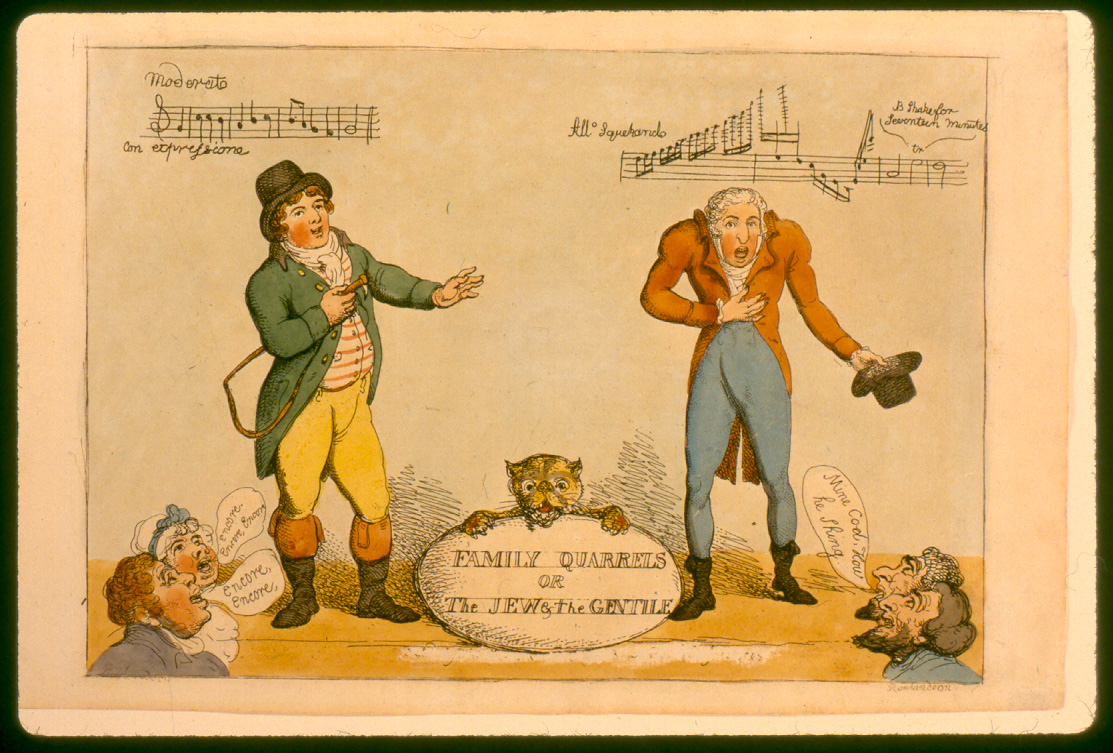

جنتايل (من جنتيليس اللاتينية، من قبل جنتيل الفرنسية، المؤنث: جنتيل، بمعنى أو ينتمون إلى عشيرة أو قبيلة) اسم قومي (مصطلح) عند اليهود يعني عادة غير اليهودي . والمجموعات الأخرى التي تدعي التراث الإسرائيلي يستخدم أحيانا مصطلح لوصف الغرباء.
يستخدم هذا المصطلح من قبل الترجمات الإنجليزية للعبرية גוי (غوی أو أغيار) وנכרי نوخری (nokhri) في التوراة العبرية والكلمة اليونانية اتنوس ἔθνη تلفظ (éthnē) في العهد الجديد.
مصطلح "gentiles" مشتق من اللاتينية، وتستخدم للترجمة السياقية، وليس العبرية الأصلية أو الكلمة اليونانية من الإنجيل.
على كل حال في معظم الاستخدامات التوراتية، فإنه يدل على الدول التي تختلف من إسرائيل. وبما أن أكثر من الدولة في وقت التوراة كانوا «وثنيين»، أصبح جنتايل مرادفا للوثني المشرك .

## فی الكتاب المقدس العبرية
في النسخة اللاتينية من القديس جيروم من الكتاب المقدس، الفولجيت، استخدم جنتيليس بهذا المعنى الأوسع، جنبا إلى جنب مع جنتيس، لترجمة الكلمات اليونانية والعبرية مع معاني مماثلة عندما أشار النص إلى الشعوب غير الإسرائيلية.
وكان أهم هذه العبارات العبرية هو غويم (المفرد، غوي)، وهو مصطلح مع معنى واسع من "الشعوب" أو "الأمم" التي كانت تستخدم في بعض الأحيان للإشارة إلى الإسرائيليين، ولكن الأكثر شيوعا كعلامة عامة للشعوب. ويعرف اتفاق "سترونج " أن "الشعب، الناس، عادة من غير الإسرائيليين، أو من أحفاد إبراهيم، أو إسرائيل، أو سرب من الجراد أو الحيوانات الأخرى (شكل) غويم =" الأمم ".

## في الكتابات الحاخامية
كتابات الحاخامية غالبا ما تظهر المزيد من العداء تجاه الأمم المتحدة بسبب الاضطهاد المتكرر لليهود من قبل هذه الدول. بعض الحاخامات تظهر المزيد من الرحمة تجاه الأمم، في حين أن البعض الآخر أقل تسامحا. كتب اليعازر بن هركانوس أن عقل كل غير اليهود هو دائما نية على الوثنية. واعتقد أن الوثنيين لا يقومون إلا بتضحية حيوانية لإعطاء أسمائهم لأنفسهم. واعتقد كذلك أن الأمم لا تملك حصة في العالم قادمة.
حاخامات آخرين تظهر موقفا أكثر إيجابية تجاه الأمم. ويعتقد يشوع بن حنانيا أن هناك رجال الصالحين بين الأمم الذين سيدخلون العالم في المستقبل. كان يعتقد أنه باستثناء أحفاد من أماليكس، بقية الأمم سوف تعتمد التوحيد والصالح بينهم من الهروب من جينا. وهناك أيضا قصة عن حوار بين يشوع بن حنانيا والإمبراطور الروماني هادريان يحاول فيه إثبات أن الله يتعامل مع إسرائيل بعقوبة أكبر على جرائم مماثلة.
كتب إليازار موديعيم أن الإسرائيليين، عندما مذنبين من نفس الخطيئة كما الأمم، لن يدخل الجحيم في حين أن الأمم. يعتقد اليزار بن عازرية أن الأحكام التي تقوم بها محكمة غير شرعية ليست صالحة لليهود. الحاخام أكيبا يعتقد أن التوحيد في إسرائيل هو أعلى بكثير من المعتقدات المتغيرة باستمرار من الأمم. خوسيه جاليلي ينتقد إسرائيل لعدم الاتساق مقارنة مع الأمانة من الأمم إلى معتقدات أسلافهم. وقال انه يعتقد ان الأعمال الصالحة للامم المتحدة سوف يكافأ كذلك.
الأكثر شهرة من المعلمين غير اليهود غير سيميون بار يوشاي. وكثيرا ما يقتبس من قبل معاداة للسامية في أقواله: «أفضل من الجنتیل قتله، وأفضل من الثعابين قطع رأسه، وأقوى من النساء عرضة للسحر». قد تعكس معتقداته الاضطهاد الشديد لليهود من قبل الرومان خلال وقته وحقيقة أنه أمضى جزءا كبيرا من حياته الهروب من الرومان.
يقترح يهوذا بن إيلاي أن الحاشية «المباركة أنت... الذي لم يجعلني من غير اليهود» يجب أن يتم يوميا.
ورأت حنانية بن أكابيا أن سفك دماء الأمم، وإن لم يكن يعاقب عليه في محاكم الإنسان، سوف يعاقب في الحكم السماوي.
يعقوب، حفيد إليشا بن ابوية، كتب أنه رأى غير ملزم أباه ورميه إلى كلبه كغذاء.
سيميون بن اليعازر لا يحبذ التفاعل الاجتماعي بين اليهود والأمم.

## موقف أموريم
شريط حنانيا كتبت حماة عن الأخلاق المتطرفة التي يرتكبها غير اليهود. كان يعتقد أنه في الوقت المسياني فقط الوثني سيكون عرضة للموت. يعتقد حزقيا بن حيا أن معاملة الأمم مع الضيافة النتائج في منفى الأطفال. شريط يوهانان كتب ناباها من سوء معاملة اليهود من قبل الأمم. كان يعتقد أن شر الثعبان تم تحييده في اليهود، في حين أن الأمم لا تزال لديها ذلك في دمائهم. في حين كتب أيضا أن الحكمة بين الأمم يجب أن تعامل كرجل حكيم، كما كتب أن غير اليهود الذين يقرأ التوراة يستحق الموت. كما قال: «كل من يتخلى عن الوثنية يسمى يهودي». يشكو أبهو من سوء معاملة إسرائيل غير اليهودية. وأيد القانون الذي ينص على أنه لا ينبغي تعويض غير اليهود إذا كان ثورته تضررت من قبل إسرائيل. واقترح عاصي أن الأمم لا ينبغي أن تدرس حول قوانين التوراة. أبا ب. يشير كاهانا إلى كتاب روث والوعظ ضد الغطرسة العرقية لإسرائيل.

## الحكام لاحقا
يعتقد راف أشي أن يهودي يبيع ممتلكات غير متاخمة لممتلكات يهودية يجب أن يتم طرده. والسبب في التمييز ضد الأمم كان الطابع الخسيس والشرير لهم (تثنية 32:21). يشير التلمود، في إشارة إلى هذا المقطع، إلى أمم البربري وموريتانيا الذين ساروا عاريا في الشوارع. وكان انتهاك المرأة اليهودية من قبل الرجال اليهود متكررا بحيث أعلن الحاخامات أن امرأة اغتصبها من قبل غير اليهود لا ينبغي أن تنفصل عن زوجها، كما تقول التوراة: «إن التوراة تحرم مسألة غير اليهود مثل الوحش». لم يكن من الممكن استخدام القابلة غير الخاضعة للخوف من تسمم الطفل. وينبغي توخي الحذر لدى الأمم في حالات استخدامها كشاهد في دعوى جنائية أو مدنية. إن الأمم لا تفي بوعوده كوعود يهودي. قوانين التوراة لم يتم الكشف عنها إلى الأمم، لمعرفة هذه القوانين قد تعطي الأمم ميزة في التعامل مع اليهود. كتب ريش لاكيش أن «غير اليهود الذين يلاحظون السبت يستحق الموت».

## في العصر الحاضر
وبموجب القانون الحاخامي، لا يلزم الجنتیلین المعاصرين إلا بمراعاة القوانين السبعة لنوح، في حين أن اليهود ملزمون بقانون الفسيفساء. في فترات انخفاض العداوة بين اليهود والجنتیل، وبعض القوانين الحاخامية ضد الزمالة والأخوة كانت مريحة. على سبيل المثال مايمونيدس نفسه كان طبيبا للسلطان.
ومع ذلك، على الرغم من أن معظم المدارس الحاخامية لا تعلم نفس العداء مثل التعاليم الحاخامية في العصر الأوسط بعض المدارس الحاخامية الأرثوذكسية لها آراء المحافظين المتطرفة. على سبيل المثال، يدرس علماء من الصهيونية ميركاز هراف كوك يشيفا في المذهب أن اليهود والأمم المتحدة لديهم أنواع مختلفة من النفوس. وقد نشر أحد علماء الدارسين، ديفيد بار شايم، ورقة في عام 1989 تشرح العقيدة التي تحمل عنوان «يسرائيل نكريم آدم» (يدعى اليهود «رجال»). في ختامه، كتب بار شايم:
ليس هناك هروب من الوقائع: توراة إسرائيل يجعل تمييزا واضحا بين يهودي، الذي يعرف بأنه «رجل»، وغير اليهود. ويعبر عن هذا التمييز في قائمة طويلة من قوانين هلاشيك، سواء كانت القوانين النقدية، وقوانين الهيكل، قوانين رأس المال أو غيرها. حتى واحد الذي ليس باحثا التوراة مثقفة ملزمة للاعتراف بهذه الحقيقة البسيطة. لا يمكن محوها أو حجبها... ومن يدرس بعناية المصادر المذكورة سابقا سيحقق الفرق المفرط بين مفهومي «يهودي» و «غير اليهود» - وبالتالي، وقال انه سوف يفهم لماذا هلاشا يميز بينهما.
بار-شايم يقتبس كذلك أبراهام إسحاق كوك (1865-1935)، مؤسس المدرسة الدينية وأول حاخام أشكنازي رئيس فلسطين الانتداب البريطاني:
إن الفرق بين الروح اليهودية في كل استقلالها ورغباتها الداخلية وشغفها وطابعها ووقوفها، وروح كل الأمم، على جميع مستوياتها، أكبر وأعمق من الفرق بين روح الإنسان وروح الحيوان، والفرق في الحالة الأخيرة هو واحد من الكمية، في حين أن الفرق في الحالة الأولى هي واحدة من نوعية أساسية.
وقد أعرب الحاخام سيفاردي الحاخام الراحل أوفاديا يوسف عن تصريحات مماثلة ضد غير اليهود، حيث ذكر في خطبة عام 2010 أن «الغرض الوحيد من الجنتیل هو خدمة اليهود». فقال إن الوثنيین یخدمون غرضا إلهیا: «لماذا یحتاجون إلى الأمم، وسوف یعملون، وسوف یحفرون، وسوف یجنيون، وسوف نجلس كأنفسنا وأكلنا، لذلك تم خلق الجنتیلین».
وقد انتقدت هذه الملاحظات التي وجهها يوسف بشدة من قبل العديد من المنظمات اليهودية مثل رابطة مكافحة التشهير واللجنة اليهودية الأمريكية.

## فی عرفان الیهودی (قبالة)
بعض كتابات القباليستيك تشير إلى التمييز بين نفوس الأمم وأرواح اليهود. هذه الكتابات تصف ثلاثة مستويات، عناصر، أو صفات الروح:
- النيفيش (נפש): الجزء السفلي، أو «جزء الحيوان»، من الروح. وهو مرتبط بالغرائز والرغبة الشديدة. يتم توفير هذا الجزء من الروح عند الولادة.
- الرواخ (רוח): الروح الأوسط، «روح». أنه يحتوي على الفضائل الأخلاقية والقدرة على التمييز بين الخير والشر.
- النشامه (נשמה): وارتفاع الروح، أو «فائقة الروح». هذا يفصل الرجل عن جميع أشكال الحياة الأخرى. وهو مرتبط بالفكر ويسمح للرجل بالاستمتاع والاستفادة من الآخرة. انها تسمح للمرء أن يكون بعض الوعي بوجود وجود الله.

ووفقا لتلك الكتابات، تتكون الروح اليهودية من كل ثلاثة، في حين أن الروح غیر اليهودية (الغوی) تحتوي فقط على نيفيش.

## فی الأناجيل المسيحية
في نسخة الملك جيمس، «غير اليهود» هو واحد فقط من عدة كلمات تستخدم لترجمة الغوي أو الغويم. يتم ترجمتها باسم «الأمة» 374 مرات، «هيثن» 143 مرات، «الوثنيين» 30 مرة، و «الناس» 11 مرات. بعض هذه الآيات، مثل سفر التكوين 12: 2 («أنا سوف تجعل من أمة عظيمة») وتكوين 25:23 («دولتان في رحمك») تشير إلى إسرائيل أو أحفاد إبراهيم. الآيات الأخرى، مثل إشعياء 2: 4 والتثنية 11:23 هي إشارات عامة إلى أي أمة. عادة، يقيد كف الترجمة إلى «غير اليهود» عندما يشير النص تحديدا إلى غير اليهود. على سبيل المثال، الاستخدام الوحيد للكلمة في سفر التكوين هو في الفصل 10، الآية 5، مشيرا إلى شعاع العالم من قبل أحفاد يافث، «من قبل هذه كانت الجزر من الأمم مقسمة في أراضيهم؛ كل واحد بعد لسانه، بعد أسرهم، في دولهم».
في العهد الجديد، كلمة إيثنوس اليونانية تستخدم للشعوب أو الأمم بشكل عام، وعادة ما تترجم كلمة «الناس»، كما هو الحال في جون 11:50. («لا يعتبرون أنه من المناسب بالنسبة لنا، أن رجل واحد يجب أن يموت للشعب، وأن الأمة كلها لا يموت».) ترجمة «الوثنيون» يستخدم في بعض الحالات، كما هو الحال في متى 10: 5-6 إلى تشير إلى الشعوب غير الإسرائيلية:
هذه الإثني عشر يسوع بعث بها، وأمرهم، قائلا، لا تذهب في طريق الأمم، وإلى أي مدينة من السامريين يدخلون لا: ولكن يذهب بدلا من ذلك إلى الأغنام المفقودة من بيت إسرائيل.
وإجمالا، يتم استخدام الكلمة 123 مرة في نسخة الملك جيمس من الكتاب المقدس، و 168 مرة في النسخة القياسية المنقحة الجديدة.

## فی القرآن
بعض الترجمات للقرآن، مثل ترجمة محمد مارمادوك بكتال الشهيرة، استخدمت كلمة «جنتیل» في بعض الحالات من ترجمة الكلمة العربية «الأمي (الأميين)». على سبيل المثال، في الآية التالية:
Among the People of the Scripture there is he who, if thou trust him with a weight of treasure, will return it to thee. And among them there is he who, if thou trust him with a piece of gold, will not return it to thee unless thou keep standing over
him. That is because they say: We have no duty to the Gentiles. They speak a lie concerning Allah knowingly. - Quran 3:75